# Melissa Grey
Melissa Grey ist eine US-amerikanische Komponistin und Musikproduzentin.

## Leben
Grey war 2004 Composer in Residence an der Tufts University, wo sie für das Ensemble Brave New Works das Stück Hour to Hour für Flöte, Harfe, Violine und Sopran komponierte. Neben Werken für klassische und elektroakustische Instrumente komponierte Grey Soundtracks für Filme und erarbeitete mit anderen Künstlern Klanginstallationen und multimediale Performances. Sie betreute und produzierte zwei Veranstaltungen mit mehr als zwanzig internationalen Sound- und Performancekünstlern: Sonic Channels im Jahr 2006 (mit Adam Trowbridge, Evan Raskob, Harold Jones, Hiroki Nishino, Jacques Burtin, Jonathan Pieslak, Julia Crow, Koji Kawai, Lin Culbertson, Lyudmila German, Maximilian Marcoll, Hannes Seidl, Mioi Takeda, und Susan Robb) und Transrevelation 2007 (mit Paul Ryan und Annea Lockwood, Brian Evans, Eric Hopper, Jaime Rojas, Jan de Weille, Jesse Serrins, Lin Culbertson, Martin McGinn, Rob Voisey, Steve Kornicki, der VIA Dance Collaborative in der Choreographie von Adrienne Westwood, Harold Jones und Mioi Takeda).
Ihre eigenen Werke wurden u. a. beim Artradio at Cornerhouse (Großbritannien), beim Studio 27 in San Francisco, beim Macon Georgia Film and Video Festival 2007, im Sarai Media Lab in Neu-Delhi, bei der Nexus Foundation for Today's Art in Philadelphia und den Merwin and Wakeley Galleries der Illinois Wesleyan University aufgeführt bzw. ausgestellt.

## Werke
- Fear no Fear für Klaviertrio, 2002
- Farewell to Earth, elektronische Klanginstallation, 2002
- Nest für elektronisch bearbeitetes Altsaxophon, Violine und Cello, 2002
- Vertical Terrain, Soundinstallation mit Dan Rose, 2002
- Hour to Hour für Sopran, Flöte, Harfe und Violine (Text von Alexander Pope), 2004
- Self Portrait für Video, Flöte, Harfe Violine und zwei Erzähler, 2005
- Earlids multimediales Werk, Musik von Melissa Grey, Produktion und Design Robert Kirkbride in Zusammenarbeit mit Patricia Beirne und Giselle Leal, 2005–06
- Distress, Kassettenaufnahme mit Altsaxophon, Violine und Cello, die mehrere Jahre Feuchtigkeit und wechselnden Temperaturen ausgesetzt wurde, 2006
- Further Back, digital bearbeitet: Sopran, Flöte, Harfe und Violine, analog bearbeitet Saxophon, Viola und Cello, 2006
- Psychodrama Variation für Video und komponierten Sound, 2006
- Abyss für Flöte und Violine mit Tonband, 2006
- Appassionato, Variationen für Flöte, Violine und Tonband nach einem Thema von Ludwig Wittgenstein, 2006–07
- Musik zum Dokumentarfilm Confining Thoughts von Imara Barnett, 2007

## Quelle
- Vox Novus - Melissa Grey

| Personendaten    | Personendaten                |
| ---------------- | ---------------------------- |
| NAME             | Grey, Melissa                |
| KURZBESCHREIBUNG | US-amerikanische Komponistin |
| GEBURTSDATUM     | 20. Jahrhundert              |